# Apparenza
In filosofia, il termine apparenza sta ad indicare un riferimento all'opinione, alla percezione sensibile  del fenomeno, ritenendo ambedue i termini significanti incertezza nell'acquisizione di una verità presupposta invece come assoluta. Per questo motivo, il termine apparenza viene spesso inteso in contrapposizione a verità o realtà.

## Nella filosofia

### Parmenide
Per l'eleatismo di Parmenide, l'autore del poema filosofico Sulla natura o sul non essere, tutto il mondo sensibile è apparenza, non essere, e solo il filosofo è in grado di raggiungere l'unica vera realtà dell'essere nascosto e sconosciuto al volgo, i «mortali bicefali» che seguono l'apparenza per il bisogno che essi hanno di vivere in un mondo artificiale, costruito secondo i loro desideri, non inteso qual esso com'è rivelato dalla ragione.

### Platone
Meno rigida la concezione platonica. Pur restando tutte le manifestazioni del mondo sensibile attinenti alla sfera dell'apparente, tuttavia alcuni fenomeni, (le icone, come le forme sensibili geometriche-matematiche) conservano la positività di una somiglianza e di un'adeguata proporzione con il vero mondo, perfettamente reale, delle idee. Questo genere di fenomeni permettono l'intuizione anche solo approssimativa del mondo delle idee; al contrario altri fenomeni, sono totalmente iscritti nel registro delle apparenze (i simulacri) perché, invece, risultano non somiglianti e totalmente inaffidabili come criteri di partenza per approssimarsi alla realtà ideale.

### Sofisti e Scettici
Per i sofisti e gli scettici non c'è via d'uscita per l'uomo soggetto ai sensi e condannato a vivere in un mondo apparente che muta a seconda del soggetto che lo percepisce.

### Aristotele
Aristotele distingue invece un'apparenza del tutto contraria alla realtà, come quella che ci presentano i sogni e un'apparenza da cui può iniziare un processo conoscitivo che porta alla verità. Lo studio della natura parte infatti sempre dai fenomeni, dalle cose come apparentemente appaiono per poi arrivare alle scoperta delle cause che procurano il sapere autentico.

### Filosofia medioevale
Nella filosofia medioevale il pensiero cristiano oscilla tra una concezione platonica rivista secondo il neoplatonismo e quella aristotelica dove l'apparenza assume, come in Scoto Eriugena un valore positivo di verità. Il mondo apparente è visto infatti come "manifestazione" del Dio creatore.

### Rivoluzione scientifica
Gli sviluppi degli studi sull'ottica e i progressi nell'astronomia originano la necessità di una spiegazione dell'apparenza di fenomeni legati alla rifrazione e alla riflessione e del movimento apparente dei corpi celesti: questi fenomeni infatti, pur misurabili, risultano invece in contrasto con la loro realtà. Per queste questioni non ancora risolte, nei secoli XVII e XVIII la riflessione filosofica si chiede se sia possibile all'uomo raggiungere una verità indubitabile, come sostengono Cartesio, Malebranche, Spinoza, oppure se esso sia destinato ad una conoscenza che si risolve nell'ambito dell'apparenza sensibile.

### Empirismo
Il tema dell'apparenza diviene centrale nell'empirismo che si chiede se debba credersi alle cose come appaiono all'uomo o se queste abbiano una loro realtà in sé: alla domanda risponde il meccanicismo stabilendo la differenza tra le qualità delle cose, puramente soggettive (come gli odori, i colori ecc.) e gli aspetti quantitativi della realtà, misurabili e oggettivi, su cui si può avere invece conoscenza certa.

#### Hobbes
Hobbes è convinto della ineliminabile soggettività delle percezioni sensibili apparenti, e che la conoscenza umana sia limitata entro l'orizzonte fenomenico. Kant accentuerà questa posizione dell'empirismo con la concezione del noumeno, la cosa in sé, pensabile ma non conoscibile, contrapposta all'aspetto fenomenico della realtà. Per questo sarà necessario distinguere anche terminologicamente quella apparenza del tutto falsa (Schein) da quella connessa allo stesso fenomeno che contraddistingue il limite ineliminabile del sapere umano (Erscheinung) che è condizionato dalla nostra stessa struttura mentale spazio-temporale che ci rende impossibile cogliere la realtà in sé.

### Hegel
Per Hegel l'Erscheinung non ha a che fare con la soggettività umana ma è la manifestazione dell'essenza. Esiste infatti una struttura dialettica tale che inizia con l'essere, colto nella sua immediatezza, a cui si oppone antiteticamente l'essenza e che si conclude con il termine che comprende sinteticamente i due gradi precedenti e che è appunto l'Erscheinung, che ci permette di cogliere la realtà dell'essenza nel fenomeno.

### Fenomelogia ed Esistenzialismo
Concezione quest'ultima, priva della mediazione dialettica e con un significato diverso di "essenza", ripresa da Edmund Husserl ed accentuata in senso antisoggetivistico da Martin Heidegger.

### Schopenhauer
Ben nota infine è la visione dell'apparenza del mondo reale offuscato dal "velo di Maya" di cui tratta Arthur Schopenhauer che riprende la dottrina platonica e quella kantiana per trarne una dottrina tutta ispirata a un pessimismo cosmico.

## Nella moda
Il concetto di "apparenza" è uno degli aspetti fondanti della moda. In tale ambito, per indicare l'aspetto esteriore inerente al modo di vestirsi e acconciarsi di qualcuno, viene spesso usato il concetto di look.
Secondo quanto riporta, in un'ottica negativa, il Dizionario della moda edito dalla Baldini Castoldi Dalai, il look è una versione aggiornata dello "stile". Se quest'ultimo «si lega in modo imprescindibile all'anima, e al corpo del possessore», il look «è invece tutto quello che serve a rappresentare una persona, senza passare dal cervello e dalla personalità.» Il medesimo dizionario fa risalire le origini della parola look agli anni ottanta del Novecento, e sostiene che, almeno agli inizi, fosse usato come sinonimo di appartenenza a un gruppo o una classe sociali.